# Torsk i Östersjön

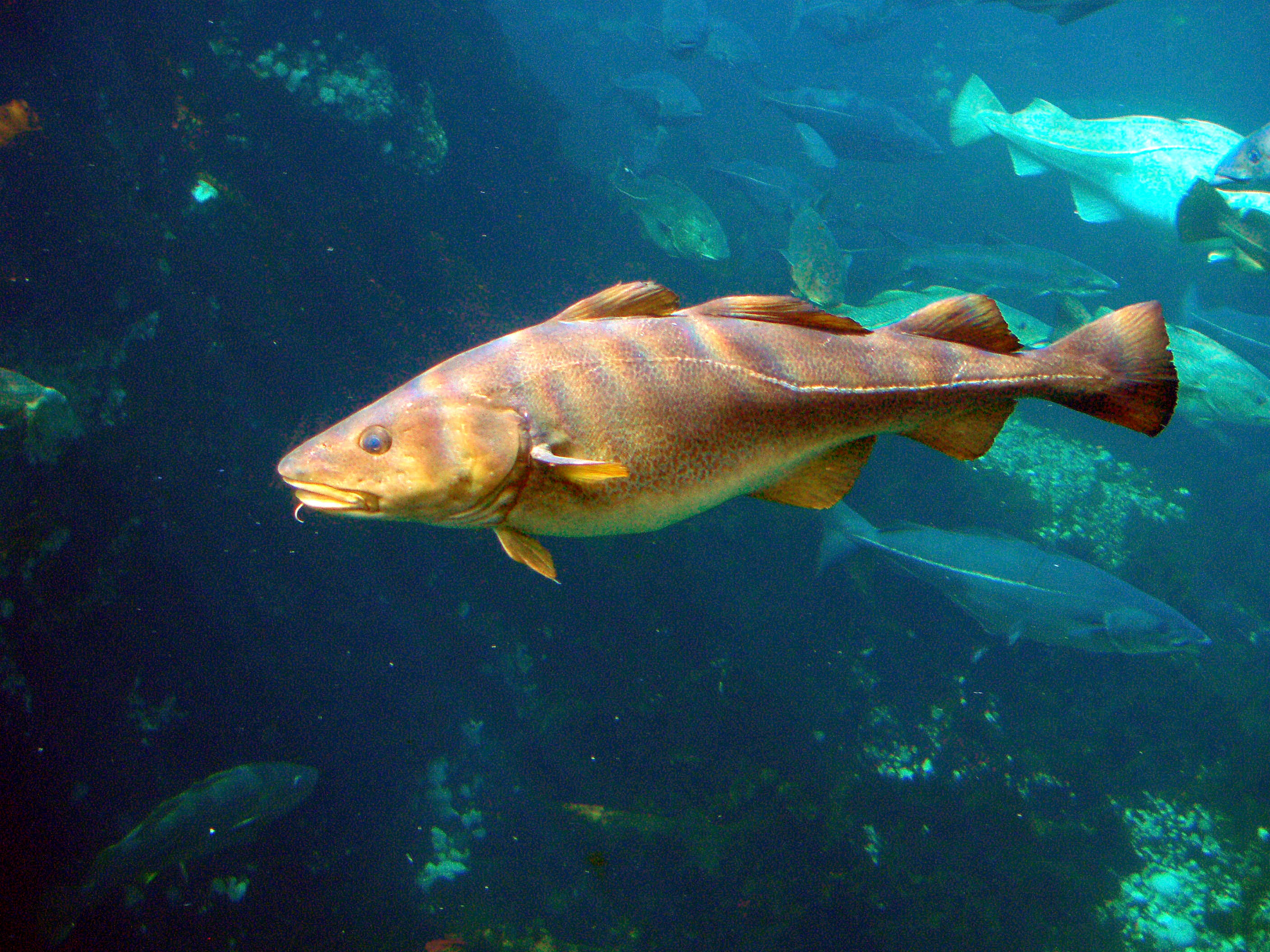
Torsk.

Torsk (Gadus morhua) är en väletablerad fiskart i Östersjön och havets viktigaste rovfisk. 
Torsken delas upp i två huvudsakliga bestånd: östra och västra beståndet. Övriga torskfiskar passar inte i Östersjöns bräckta vatten eftersom de är anpassade att leva ett uteslutande marint liv. Östersjötorskens bestånd har minskat kraftigt.

## Fiske

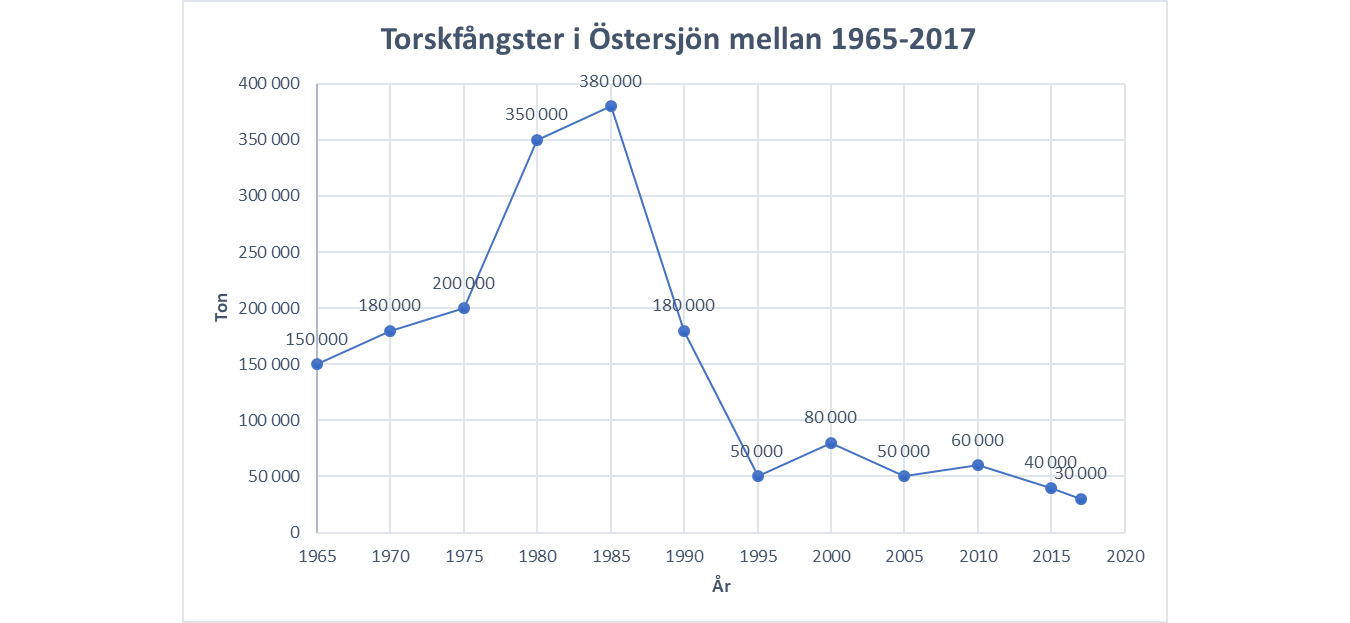
Diagram över torskfångster i Östersjön mellan 1965 och 2017

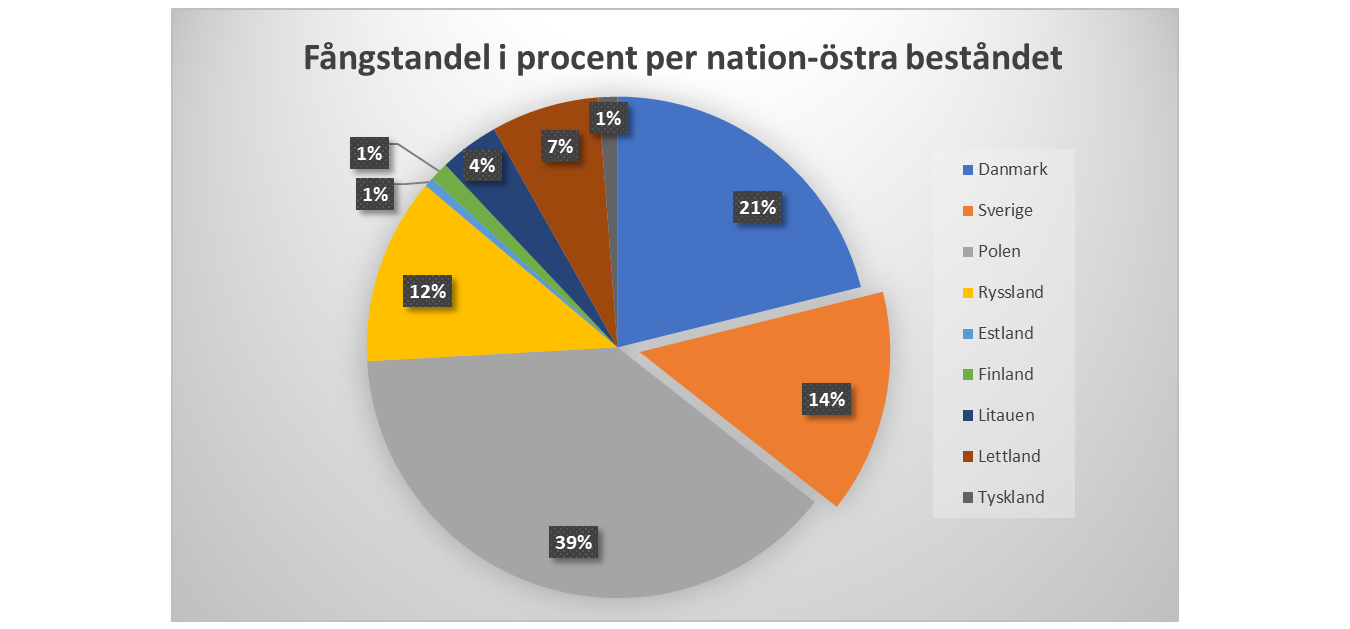
Hur stor fångstandelen i procent är per nation som fiskar torsk i Östersjön året 2016

Fiske av torsk i Östersjön har pågått under lång tid, och torsken har länge haft en viktig ekonomisk betydelse. I Östersjön har fångsternas storlek sjunkit sedan mitten av 1980-talet och därefter varierat genom åren. Under 2017 var de bara 10–15 procent jämfört med de årliga fångsterna under 1960–1980-talet. Jämförelsevis fångades upp till 200 000 ton om året fram till 1978, innan fångsten ökade till 350 000 ton 1980. År 2010 låg fångsten nere på 30 000 ton.

### Fiskekvoter
Hösten 2018 fattade regeringskansliet beslutet kring 2019 års fiskekvoter. I östra Östersjön minskade fiskekvoten med 15 %. För havets västra delar ökade fiskekvoten med 70%. Beslutet har kritiserats av forskare och andra myndigheter. WWF menar att kvoten är väldigt hög och att det ger konsekvenser för beståndet, som inte återhämtat sig efter flera år av överfiske.

### Minimimått
Länge skulle torsk som fiskades upp vara minst 38 cm, men måttet har sänkts till 35 cm i hela Östersjön, jämfört med 30 cm i Skagerrak och Kattegatt. Genom att minska måtten hoppas man att de större individerna överlever och hinner reproducera sig.

## Ekologi
Genom att jaga sill samt skarpsill håller torksken de bestånden på en rimlig nivå, vilket förhindrar att de mindre fiskarterna äter upp alltför många djurplankton. Djurplanktonen i sin tur, reglerar bestånden av växtplankton, vilket förhindrar eller minskar algblomningen.
Den mask som lever i Österssjötorskens mage är sälmask som är en inälvsparasit. Parasiten kallas ibland för torskmask men använder bara torsken som mellanvärd, vilket ändå ger konsekvenser. Parasiten kan påträffas i fiskarnas muskulatur, magsäck eller lever. Det är inte enbart torsken som är en mellanvärd utan fler fiskarter riskerar att infekteras och sälmaskens påverkan klassas därför som en zoonos, även om den inte är anmälningspliktig. Korrelationen med att torskbeståndet är så pass drabbat av sälmask torde vara att sälarna i svenska vatten ökat i antal sedan DDT förbjöds.

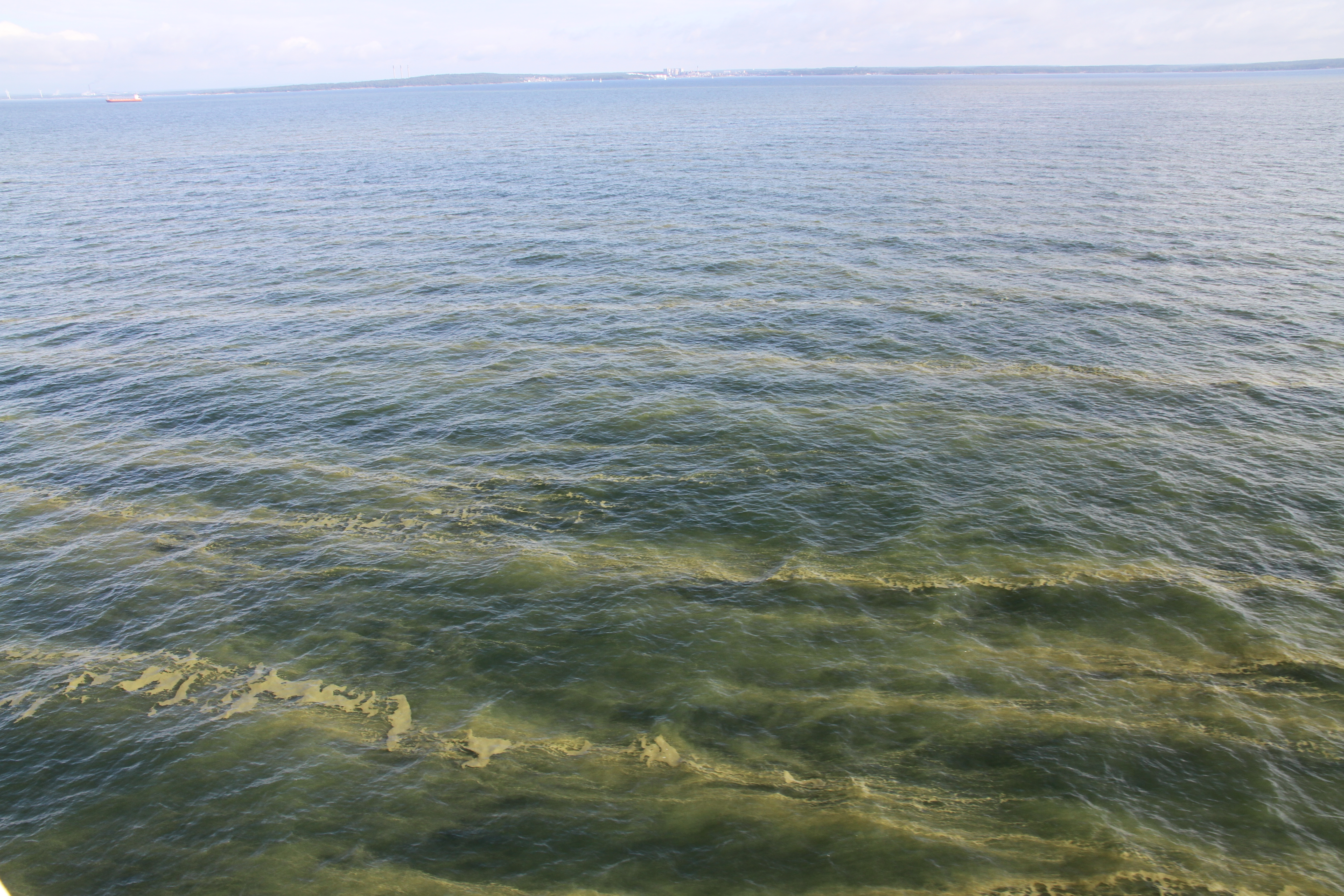
Algblomning utanför Karlshamn 2014

För det mesta förekommer inga symptom på smittade fiskar, först när maskarna är många till antalet blir fiskens hälsa nedsatt med sämre simförmåga och nedsatt immunförsvar. Torsken svälter och är liten på grund av det hårda fisketrycket och det gör den sårbar för infektioner. Små fiskar är mindre motståndskraftiga för parasiter.
Östersjön är ett bräckt bihav som är starkt påverkat av människans aktivitet. Övergödning till följd av näringsämnen som läcker ut i vattnet från åkermark och odlingar som hamnar i Östersjön leder till algblomning, syrebrist och bottendöd, vilket i sin tur är bidragande orsaker till att torsken är starkt utrotningshotad. Övergödningen är grunden till att fiskarnas föda (torsk livnär sig uteslutande på rov och är högt upp i näringskedjan), dör och djuren får allt mindre föda att livnära sig på. Torsken svälter och blir allt mindre när ekosystemet kollapsar. Bestånden utgörs av små magra fiskar, med magen full av parasiterande mask tyder på allt annat än ett fungerande, välmående ekosystem.

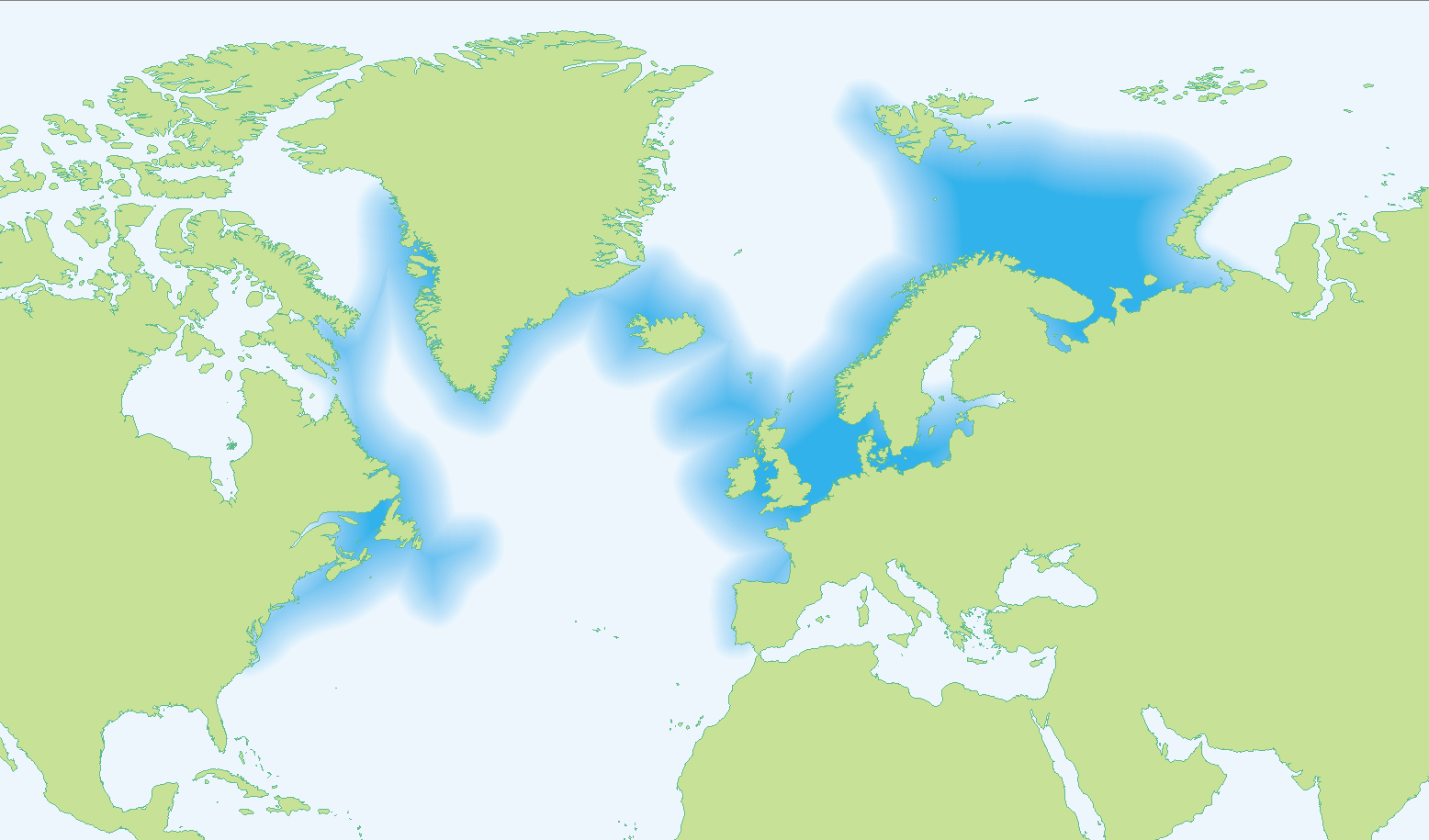
Karta över torskens (Gadus morhua) utbredning. I Östersjön förekom fisken tidigare ända upp till Bottenviken.

Mycket av de andra hoten kommer från aktivitet som sker direkt på eller i havet, orsakat av människan. Båtarnas motorer som stör livet i vattnet med sina vibrationer är ett bekymmer, om än inte det allvarligaste. Giftiga ämnen i båtfärger är även ett bekymmer men mycket värre är de spöknät som driver omkring under vattenytan, som förutom torsk även fångar tumlare och andra akvatiskt levande djur. Eftersom ingen vet hur många nät som driver omkring och var de kan påträffas när de driver med strömmarna är det svårt att manuellt plocka ut näten ur havet.
I världens mest förorenade hav förekommer gemensamma problem med miljögifter, plast samt mikroplaster. Hur dessa mikro- och nanopartiklar påverkar människor och djur är inte klarlagt. Plankton konsumerar de små partiklarna först och är basen i en komplicerad näringsväv. Observationer som gjorts tyder på att vissa arter av fisk drabbas av beteendestörningar.

## Minskat bestånd och överfiske
I Östersjön är torsken i ett utsatt läge som gör artens framtid osäker. Östersjöns försämrade miljö och mask som påträffats i fiskarnas lever är några orsaker. Andra är miljöförstöring och så kallade ”spöknät”, som flyter runt i havet där fiskarna fastnar, men även beslut som fattats kring hur långt minimimåttet får vara för torsk som fiskats upp har påverkat. Nio länder angränsar till Östersjön vilket gör det svårt att komma överens om lösningar för att bevara Östersjöns miljö och den biologiska mångfalden inom dess gränser.
Sedan 2019 är all torsk i Östersjön rödlistad av Världsnaturfonden. Beståndet är så litet att det är närmare utrotning nu än någon gång tidigare. Överfisket beror delvis på ett beslut att sänka torskens minimimått.
Ett problem är hanteringen av fisken och att fisk som torsk även slängs tillbaka i havet om den håvas upp som bifångst av fartyg som fiskar efter andra arter, som till exempel kolja. Konsekvenserna av den sortens hantering leder till överfiske, och det är illegalt att kasta tillbaka döda torskar i Östersjön. Men då fiskarna inte får betalt för bifångsterna och kontrollerna är otillräckliga sker detta. ICES, det Internationella Havsforskningsinstitutet har lyckats granska problemen.